# Gräfrath-Museum

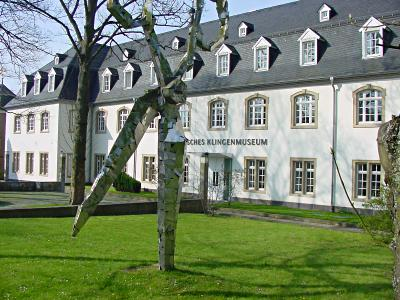
Kloster Gräfrath, in dem das Gräfrath-Museum untergebracht ist

Das Gräfrath-Museum ist ein Heimatmuseum in Gräfrath, dem kleinsten Stadtteil von Solingen. Es wurde 2005 vom Heimatverein Solingen Gräfrath e.V. gegründet und befindet sich im Souterrain (Gewölbe-Keller) des ehemaligen Klosters Gräfrath, das seit 1991 das Deutsche Klingenmuseum beherbergt.
Der erste Raum ist über das Klingenmuseum ständig zugänglich (Innentreppe). Die Ausstellung zeigt die historische Entwicklung Gräfraths, die mit der Ersterwähnung 1135 als Villa Greverode begann. Ab 1185 leitete die Gründung eines Frauenstifts durch die Äbtissin Elisabeth des Stiftes Vilich bei Bonn die weitere Entwicklung zum Wallfahrtsort ein. Das Museum befasst sich insbesondere mit dem im 19. Jahrhundert über die Grenzen Deutschlands hinaus bekannten Augenarzt Friedrich Hermann de Leuw, der in Gräfrath seine Praxis betrieb.
Der zweite Raum ist nur an jedem 1. Sonntag im Monat (14 bis 16 Uhr) über die Rückseite des Gebäudes zugänglich (Außentreppe). In ihm werden Chroniken, Bilder und Andenken Gräfrather Vereine gezeigt, ferner das Modell aus den 1970er Jahren zu einer geplanten Autobahn durch Gräfrath. Viele Exponate und Ausstellungsstücke stammen von Gräfrather Bürgern aus Spenden, Nachlässen und Wohnungsauflösungen. Zum zehnjährigen Jubiläum 2015 wurde ein Diorama des 2011 abgerissenen Bahnhofs Gräfrath aufgestellt. Auch ein großes Modell von Schloss Burg ist zu sehen.
Anlässlich des zwanzigjährigen Jubiläums 2025 konnte der Haupt-Ausstellungsraum bereits neu und modern gestaltet werden.